# Felipe Santos
Felipe Silva Correa dos Santos (San Paolo, 3 gennaio 1997) è un calciatore brasiliano, centrocampista dell'Araz.

## Carriera
Il 1º luglio 2022 viene acquistato a titolo definitivo dalla squadra azera del Qəbələ.

## Statistiche

### Presenze e reti nei club
Statistiche aggiornate al 23 settembre 2022.
| Stagione        | Squadra          | Campionato      | Campionato | Campionato | Coppe nazionali | Coppe nazionali | Coppe nazionali | Coppe continentali | Coppe continentali | Coppe continentali | Altre coppe | Altre coppe | Altre coppe | Totale | Totale |
| Stagione        | Squadra          | Comp            | Pres       | Reti       | Comp            | Pres            | Reti            | Comp               | Pres               | Reti               | Comp        | Pres        | Reti        | Pres   | Reti   |
| --------------- | ---------------- | --------------- | ---------- | ---------- | --------------- | --------------- | --------------- | ------------------ | ------------------ | ------------------ | ----------- | ----------- | ----------- | ------ | ------ |
| 2014            | Paulista         | A1/SP           | 3          | 0          |                 | -               | -               |                    | -                  | -                  |             | -           | -           | 3      | 0      |
| 2015            | Paulista         | A2/SP           | 14         | 4          |                 | -               | -               |                    | -                  | -                  |             | -           | -           | 14     | 4      |
| 2016            | Paulista         | A2/SP           | 9          | 2          |                 | -               | -               |                    | -                  | -                  |             | -           | -           | 9      | 2      |
| Totale Paulista | Totale Paulista  | Totale Paulista | 26         | 6          |                 | -               | -               |                    | -                  | -                  |             | -           | -           | 26     | 6      |
| gen.-giu. 2018  | Ankaran Hrvatini | 1.SNL           | 15         | 3          |                 | -               | -               |                    | -                  | -                  |             | -           | -           | 15     | 3      |
| 2018-2019       | Maribor          | 1.SNL           | 15         | 2          | CS              | 2               | 1               | UEL                | 0                  | 0                  |             | -           | -           | 17     | 3      |
| 2019-2020       | Maribor          | 1.SNL           | 12         | 1          | CS              | 0               | 0               | UCL+UEL            | 0                  | 0                  |             | -           | -           | 12     | 1      |
| 2020-2021       | Maribor          | 1.SNL           | 19         | 1          | CS              | 2               | 0               | UEL                | 0                  | 0                  |             | -           | -           | 21     | 1      |
| Totale Maribor  | Totale Maribor   | Totale Maribor  | 46         | 4          |                 | 4               | 1               |                    | 0                  | 0                  |             | -           | -           | 50     | 5      |
| 2021-2022       | Keşlə            | PL              | 21         | 6          | CA              | 2               | 0               | UECL               | 2                  | 1                  |             | -           | -           | 25     | 7      |
| 2022-2023       | Qəbələ           | PL              | 7          | 1          | CA              | 0               | 0               | UECL               | 2                  | 1                  |             | -           | -           | 9      | 1      |
| Totale carriera | Totale carriera  | Totale carriera | 115        | 20         |                 | 6               | 1               |                    | 4                  | 2                  |             | -           | -           | 125    | 23     |

## Palmarès

### Club

#### Competizioni nazionali
- Campionato sloveno: 1

Maribor: 2018-2019

### Individuale
- Capocannoniere della Coppa d'Azerbaigian: 1

2024-2025 (3 reti)